# Venom: The Last Dance
Venom: The Last Dance är en amerikansk superhjältefilm från 2024, baserad på Marvel Comics karatär Venom. Filmen är en uppföljare till Venom: Let There Be Carnage från 2021, producerad av Columbia Pictures och är den femte filmen i Sony's Spider-Man Universe (SSU). Den är regisserad av Kelly Marcel, som även har skrivit manus.
Filmen hade biopremiär i Sverige den 23 oktober 2024, utgiven av Sony Pictures Releasing. Den var tidigare planerad att ha premiär i juli och november 2024.

## Rollista
Källor: 
- Tom Hardy – Eddie Brock / Venom
- Chiwetel Ejiofor – Rex Strickland
- Juno Temple – Dr. Teddy Payne / Agony
- Rhys Ifans – Martin Moon
- Stephen Graham – Patrick Mulligan / Toxin
- Peggy Lu – Mrs. Chen
- Clark Backo – Sadie Christmas / Lasher
- Alanna Ubach – Nova Moon
- Andy Serkis – Knull

## Produktion
Filminspelningarna påbörjades den 26 juni 2023 i Los Mateos i Cartagena i Spanien, såväl som i Parque Regional de Calblanque. Filmen förväntades även att spelas in i London.